# Jon Sammels
Jonathon Charles Sammels (Ipswich, 23 luglio 1945) è un ex calciatore inglese, di ruolo centrocampista.

## Carriera

### Club
Cresciuto nelle giovanili dell'Arsenal esordì in prima squadre il 27 aprile 1967 andando a segno contro il Blackpool. Con la divisa dei Gunners scese in campo nella finale di Coppa di Lega 1967-68 persa contro il Leeds Utd e quale persa l'anno seguente contro il Swindon Town. Il 28 aprile 1970, nella finale di ritorno della Coppa delle Fiere siglò la rete che valse la vittoria del primo trofeo europeo per la squadra londinese. Nella stagione 1970-1971 a causa di un infortunio alla caviglia scese in campo solo 15 volte segnando una sola rete. Trovatosi ai margine del progetto nel 1971 si trasferì al Leicester City.

### Nazionale
Ha giocato nelle nazionali giovanili inglesi Under-18 ed Under-23.

## Palmarès

### Club

#### Competizioni nazionali
- Campionato inglese: 1

Arsenal: 1970-1971
- Charity Shield: 1

Leicester City: 1971
- Campionato NASL: 1

Vancouver Whitecaps: 1979

#### Competizioni internazionali
- Coppa delle Fiere: 1

Arsenal: 1969-1970